# Пендълтън (град, Орегон)
Пендълтън (на английски: Pendleton) е град в окръг Юматила, щата Орегон, САЩ. Пендълтън е с население от 17310 жители (2006) и обща площ от 26 km². Намира се на 365,8 m надморска височина. ЗИП кодът му е 97801, а телефонният му код е 541.